# Горска саса
Горска саса или планинска саса, (лат. Pulsatilla montana) припада вишегодишњим цветницама из фамилије љутића. У Републици Србији проглашена је заштићеном врстом Правилником о проглашењу и заштити строго заштићених и заштићених дивљих врста биљака, животиња и гљива.

## Опис
Горска саса је вишегодишња биљка са јаким и усправним ризомом.Стабло је прекривено длачицама, висине до 30 цм. Приземни листови су перасти, са великим бројем уско линеарних режњева последњег реда. Листови се појављују истовремено са цветањем биљке, а у јесен се исушују. Цвет је звонаст или сличан цвету лале. Листићи перигона најчешће шиљати или кљунасти, тамнољубичасти, ређе других боја. Велики је број жутих прашника који су двоструко краћи од листића перигона. Плод је издужена, длакава орашица до 3 cm дужине.

## Ареал и станиште
Расте углавном на подручју југоисточне Европе, међутим забележена је и на територији Италије, Мађарске и Швајцарске. Распрострањена је на ливадама и пашњацима на
надморске висине од 0 до 1400м.

## Галерија
- Pulsatilla montana, Rtanj
- Pulsatilla montana, Rtanj
- Pulsatilla montana, Rtanj
- Pulsatilla montana, Rtanj
- Pulsatilla montana, Rtanj
- Детаљи цвета
- Специфична длакавост
- Хабитус